# Klaviersonate Nr. 5 (Mozart)
Die Sonate Nr. 5 in G-Dur KV 283 (189h) von Wolfgang Amadeus Mozarts ist eine Klaviersonate mit drei Sätzen. Sie wurde während der Reise nach München anlässlich der Produktion der Oper La finta giardiniera zwischen dem späten 1774 und dem März des nächsten Jahres komponiert, als Mozart 18 Jahre alt war, und ist die Fünfte eines Zyklus von sechs Sonaten mit steigendem Schwierigkeitsgrad, die auf dieser Reise entstanden sind.
Alle drei Sätze weisen die Sonatenhauptsatzform auf, und die durchschnittliche Aufführungsdauer beträgt 18 Minuten.

## Sätze

### 1. Satz: Allegro
Der Kopfsatz mit seinem heiteren G-Dur-Klang im dynamischen Allegro entspricht der Sonatenhauptsatzform. Erwähnenswert wäre, dass die Durchführung mit 17 Takten im Verhältnis zum ganzen Satz (120 Takt) sehr kurz gehalten ist. Besonders die Unisono-Läufe im Takt 16 und 22 stellen einen brillanten Klangeffekt dar, den Mozart in der verzierten Wiederholung weiter ausarbeitet und den er in anderen Kompositionen gerne verwendet hat.

### 2. Satz: Andante
Im zweiten Satz mit seinem schlichten Adagio in C-Dur verwendet Mozart Voltenklammern, sodass die Wiederholung gespielt werden muss. Wie im ersten Satz wird das erste Motiv sofort wiederholt. Im vorausschauenden Stile des 19. Jahrhunderts wird das Thema in d-Moll und C-Dur erst in der Oberstimme und anschließend im Bass verarbeitet. Die letzten Takte des zweiten Satzes wirken wie eine Coda.

### 3. Satz: Presto
Der temperamentvolle dritte Satz ist wieder in G-Dur und mit klarer Sonatenform komponiert und besitzt eine viertaktige Coda, wobei im ersten Takt nur ein Achtel Dominantseptakkord in D-Dur gespielt wird und im dritten Takt ein G-Dur Abschlussakkord vorhanden ist. Die beiden anderen Takte enthalten Phrasen.